# Overdose
Cet article concerne l'overdose dans son sens premier. Pour les autres significations, voir Overdose (homonymie).
 (janvier 2020).
Si vous disposez d'ouvrages ou d'articles de référence ou si vous connaissez des sites web de qualité traitant du thème abordé ici, merci de compléter l'article en donnant les références utiles à sa vérifiabilité et en les liant à la section « Notes et références ».

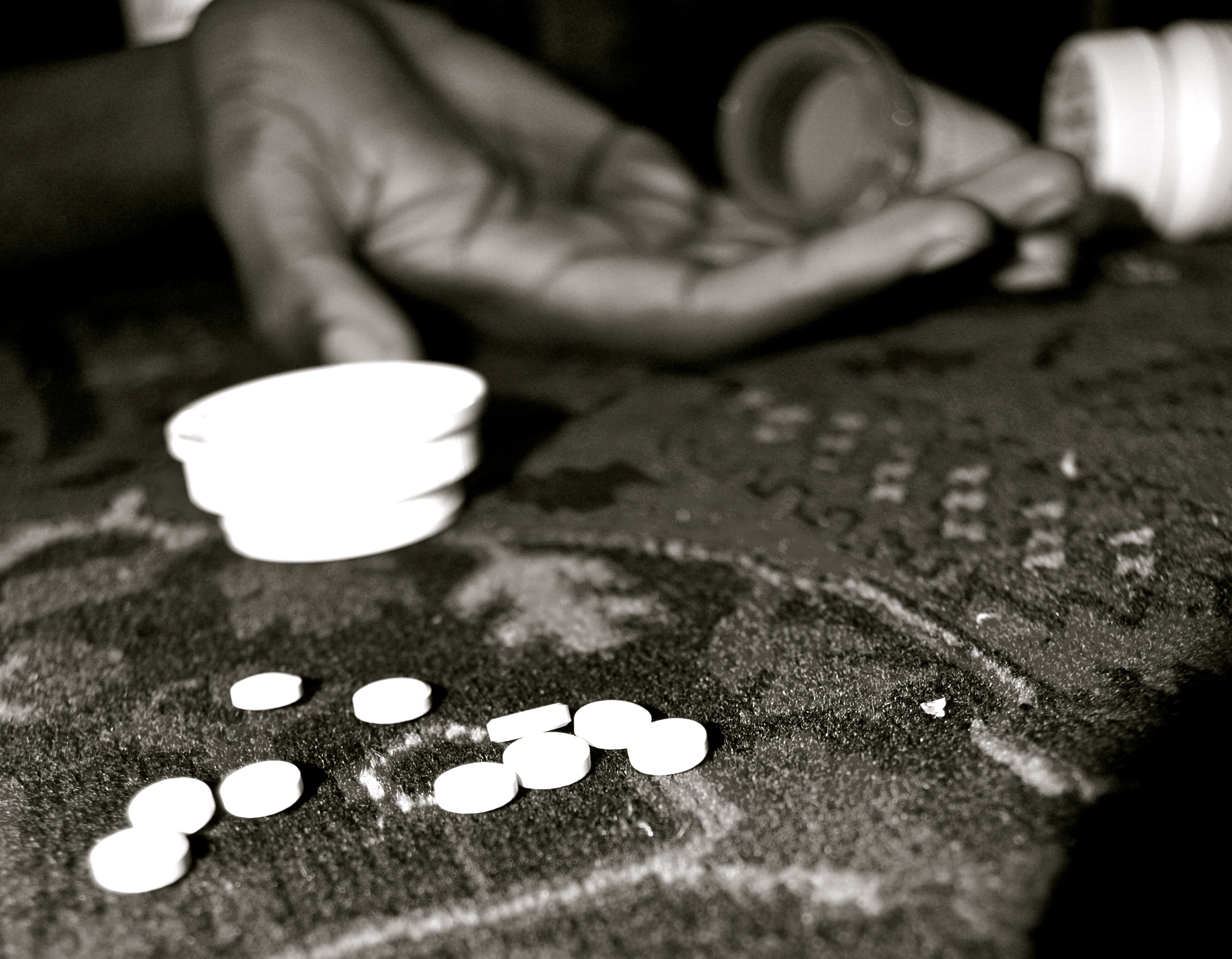

Une overdose ou surdose,, est une prise, accidentelle ou non, d'un produit quelconque en quantité supérieure à la dose limite supportable par l'organisme, ce qui en modifie l'homéostasie en provoquant des symptômes divers pouvant aller, dans les cas extrêmes, jusqu'à la mort du sujet. 
L'usage des termes « surdose » ou « overdose » sous-entend qu'il existe un dosage non excessif[réf. nécessaire], c'est pourquoi le terme fait principalement référence à des usages de médicaments ou aux drogues, non de poisons, pour lesquels le terme empoisonnement est souvent préféré.
On parle de surdose dans le cas de prise de médicaments (souvent à la suite d'une lecture erronée de la notice), de produits stupéfiants, mais aussi en cas d'ingestion d'alcool ou de tout aliment pouvant avoir un effet toxique.

## Symptômes et diagnostic
La surdose peut se manifester de plusieurs façons, elle commence systématiquement par des troubles de la conscience pouvant s'étendre jusqu'au coma. D'autres symptômes du début d'une surdose sont la somnolence, la pâleur, l’absence de réactions, des tremblements, des sueurs, des nausées, la production de sons divers incontrôlés.
Les symptômes peuvent prendre différentes formes :
- une action disproportionnée par rapport à l'effet normal (somnolence pour des antiépileptiques, hypoglycémie pour de l'insuline, etc.) ;
- autres effets du fait des propriétés chimiques du produit (acidose pour de l'aspirine, etc.) ;
- symptômes non spécifiques relevant de troubles du système nerveux central : confusion, vertige, nausée, vomissement.

Le diagnostic est généralement net si le produit est connu, mais se révèle plus difficile si la personne ne peut ou ne veut pas dire de quelle substance il s'agit. Les symptômes ou une analyse sanguine aident souvent au diagnostic.[réf. nécessaire]

## Surdose et drogue
Il existe des cas de surdose de drogue visant intentionnellement le suicide. Mais il convient de souligner que nombre de surdoses de drogue sont des empoisonnements provoqués par des mélanges entre produits ayant les mêmes effets et qui vont donc se renforcer dans leur action. 
Les surdoses de drogue surviennent souvent à la suite de périodes d'abstinence ou dans les polytoxicomanies (où les effets des produits se renforcent).

## Statistiques

### Union Européenne
En 2012, le taux de mortalité moyen dû aux surdoses d'opioïdes en Europe a été estimé à 17 décès par million d'habitants âgés de 15 à 64 ans, le taux le plus élevé étant enregistré en Estonie (19,1 décès pour 100 000). En 2017, le taux de mortalité dû aux surdoses en Europe est estimé à 22,6 décès par million d'habitants pour la même tranche d’âge. Les hommes sont environ 4 fois plus concernés que les femmes. Les pays les plus concernés sont la Suède et le Royaume-Uni.

### France
En France, les décès par surdoses constatés par la police sur une année sont en baisse sur une période longue[réf. nécessaire], passant de 564 en 1994 à 92 en 2006. Ils sont stabilisés[réf. nécessaire] depuis 2002. Les données fournies par le dispositif DRAMES-AFSSAPS donnent des chiffres supérieurs (168 décès en 2006).
En 2003, sur la totalité des morts par overdose, 39 % étaient dues à l'héroïne, 31 % à la consommation de médicaments, 11 % à la cocaïne et 10 % à l'ecstasy. On note une hausse des décès dus à la surdose d'héroïne depuis 2005.

### Suisse
En Suisse, la mort de jeunes entre 15 et 34 ans provoquée par une surdose de drogue a fortement diminué de 1995 à 2015, passant de 305 à 25 cas.

### États-Unis

Morts par overdose pour 100000 habitants par État.

En 2017, près de 70 000 Américains sont morts d'overdoses de drogues, soit 10 % de plus qu'en 2016, les non opiacés (cocaïne, méthamphétamine, MDMA...) étant responsables de 27 000 morts environ, les opiacés (héroïne, morphine et produits « semi-synthétiques ») du reste. Ces morts par overdose constituent le facteur explicatif principal à la diminution de l'espérance de vie observée aux États-Unis entre 2014 et 2017.
Les États-Unis enregistrent plus de 100 000 morts par overdose entre avril 2020 et avril 2021, le nombre le plus élevé jusqu'alors observé sur un an. En 2023, ce sont 107 000 morts par overdose qui ont été enregistrées dans le pays, contre plus de 111 000 en 2022, soit une baisse de 3 %, selon les chiffres provisoires annoncés par les autorités sanitaires américaines. Le nombre de morts liées au fentanyl est passé de plus de 76 000 en 2022 à un peu moins de 75 000, probablement grâce à l’intensification des traitements contre l’addiction et l’accès accru à la naloxone, un antidote permettant de réanimer une victime d’overdose d’opioïdes.

### Royaume-Uni
Le nombre des décès par overdose au Royaume-Uni a augmenté de 72 % entre 2011 et 2020.